# Bes
För andra betydelser, se Bes (olika betydelser).

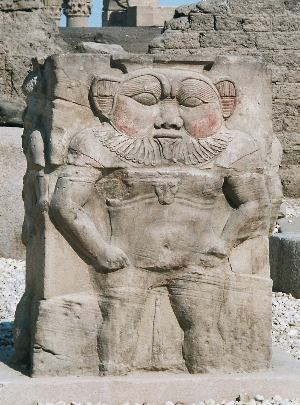
Bes, Denderatemplet i Egypten

Bes, eller Bisu, var i egyptisk mytologi en munter, men ful och vanskapt dvärggud med lejonansikte. Han hade krokiga ben, och en hög fjäderkrona på huvudet.
Bes var barnafödandets beskyddare och skrämde med sitt utseende bort onda andar från hem och härd. Han var även nöjet, musiken och dansens gud. Han var en husgud och man hade bilder av honom i hemmet som ett skydd mot ondska.
Bes var även toalettkonstens och barnsbördens gud, samt hemmets och familjelivets beskyddare.
Han avbildades annorlunda än andra gudar, som visades i profil i tvådimensionell form. Kulten kan ha kommit från Nubien och kan från början ha varit en kattgud. Bes-kulten kom sedan att "exporteras" till fenicierna.
Bastet är en femininform av Bes.